# Атиний (трибун 149 пр.н.е.)
Атиний  (Atinius) е политик на Римската република от средата на 2 век пр.н.е. по време на третата пуническа война. Произлиза от фамилията Атинии.
През 149 пр.н.е. той е народен трибун заедно с Луций Калпурний Пизон Фруги и
Луций Скрибоний Либон.